# 台湾大蹄鼻蝠
台湾大蹄鼻蝠（学名：Rhinolophus formosae）也称台湾菊头蝠，一种分布于台湾岛的蝙蝠，隶属于菊头蝠科菊头蝠属。本种过去被认为是大菊头蝠（Rhinolophus luctus）的一个亚种。

## 形态特征
台湾大蹄鼻蝠前臂长53.9～62.4毫米，通体暗黑色。